# Harald Giersing
Harald Giersing, né le 24 avril 1881 et mort le 15 janvier 1927 à Copenhague dans la région de l’Hovedstaden au Danemark, est un peintre danois. Connu pour ses portraits et ses paysages, il est considéré comme l’un des peintres danois les plus importants du début du XXe siècle et l’un des précurseurs de l’expressionnisme.

## Biographie
Harald Giersing naît à Copenhague. Il suit les cours de l'Université de Copenhague puis, comme de nombreux aspirants peintres danois de l’époque, poursuit sa formation à l’Académie royale des beaux-arts du Danemark.
Il voyage en Allemagne en 1903, en Norvège en 1904, puis s’installe à Paris en 1906 où il admire les œuvres de Paul Gauguin, Paul Cézanne, Édouard Manet et Paul Signac. Attiré par le fauvisme, il s’intéresse également aux tableaux d’André Derain, Othon Friesz, Henri Manguin, Albert Marquet, Jean Puy et Georges Braque. Ces nombreuses influences façonnent sa vision d’artiste.
En 1909, il visite Berlin, Chemnitz, Dresde et Prague. Il découvre le peintre allemand Ernst Ludwig Kirchner. Il peint alors principalement des portraits et des figures féminines dans la lignée du mouvement impressionnisme.
En 1912, il développe un intérêt pour les paysages. Il réalise plusieurs tableaux représentant des forêts, des chemins de terres, des routes et d’une manière générale la campagne et la nature. Son style se simplifie et son travail se focalise davantage sur les couleurs et la lumière. 
Au cours des années suivantes, il participe à de nombreuses expositions dont le succès n’est pas à la hauteur de ses espérances. Pendant la Première Guerre mondiale qui le bloque en Europe du Nord, il participe à l'association Grønningen (en) (où il côtoie Sigurd Swane, Erik Hoppe (en), Knud Agger, Olaf Rude, Johannes Larsen (da), William Scharff (en), Fritz et Anna Syberg …). La première exposition de l’association se déroule au Charlottenborg. Il passe l’été de l’année 1915 à Sorø où il peint de nombreux paysages.
Il épouse Besse Syberg, la fille de Fritz et Anna Syberg en 1917. Giersing continue d’exposer et de voyager. De 1919 à 1925, le couple passe ses étés sur l’île de Fionie ou un nouveau groupe de peintres se forme, les Fynboerne ou peintres de Fionie en français.
En 1926, il voyage et visite à nouveau Paris, Dresde et Berlin. De retour au Danemark, il décède d’une pneumonie au début de l’année 1927 à l’âge de 45 ans.

## Style
Ses qualités de coloriste, et son traitement des formes de plus en plus sommaire au fil des années, en font un acteur majeur du développement de l'expressionnisme au Danemark. Dans certaines de ses œuvres, comme Ballet (1918), son style est proche du futurisme.   

## Galerie

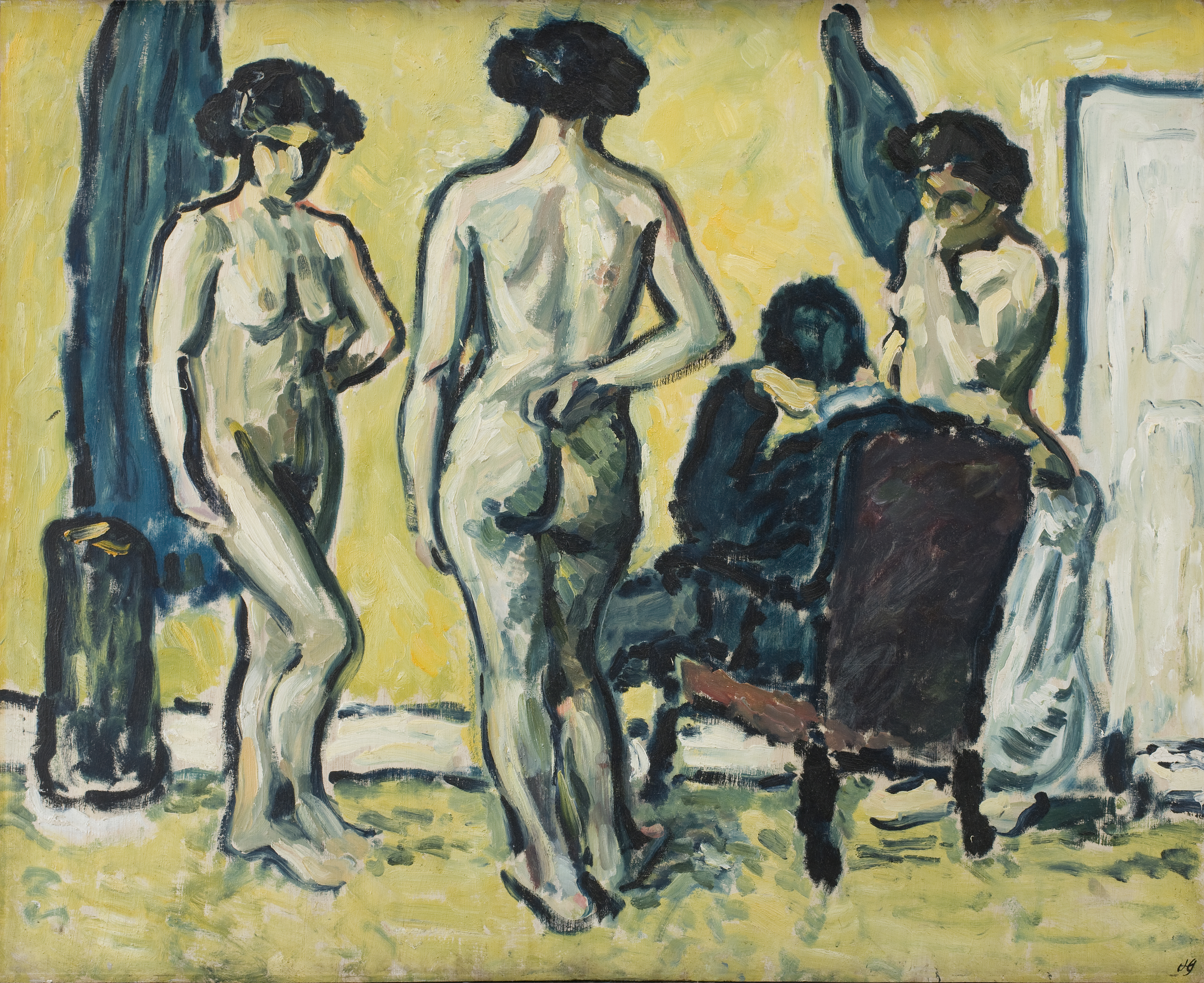
Le Jugement de Paris (1909)
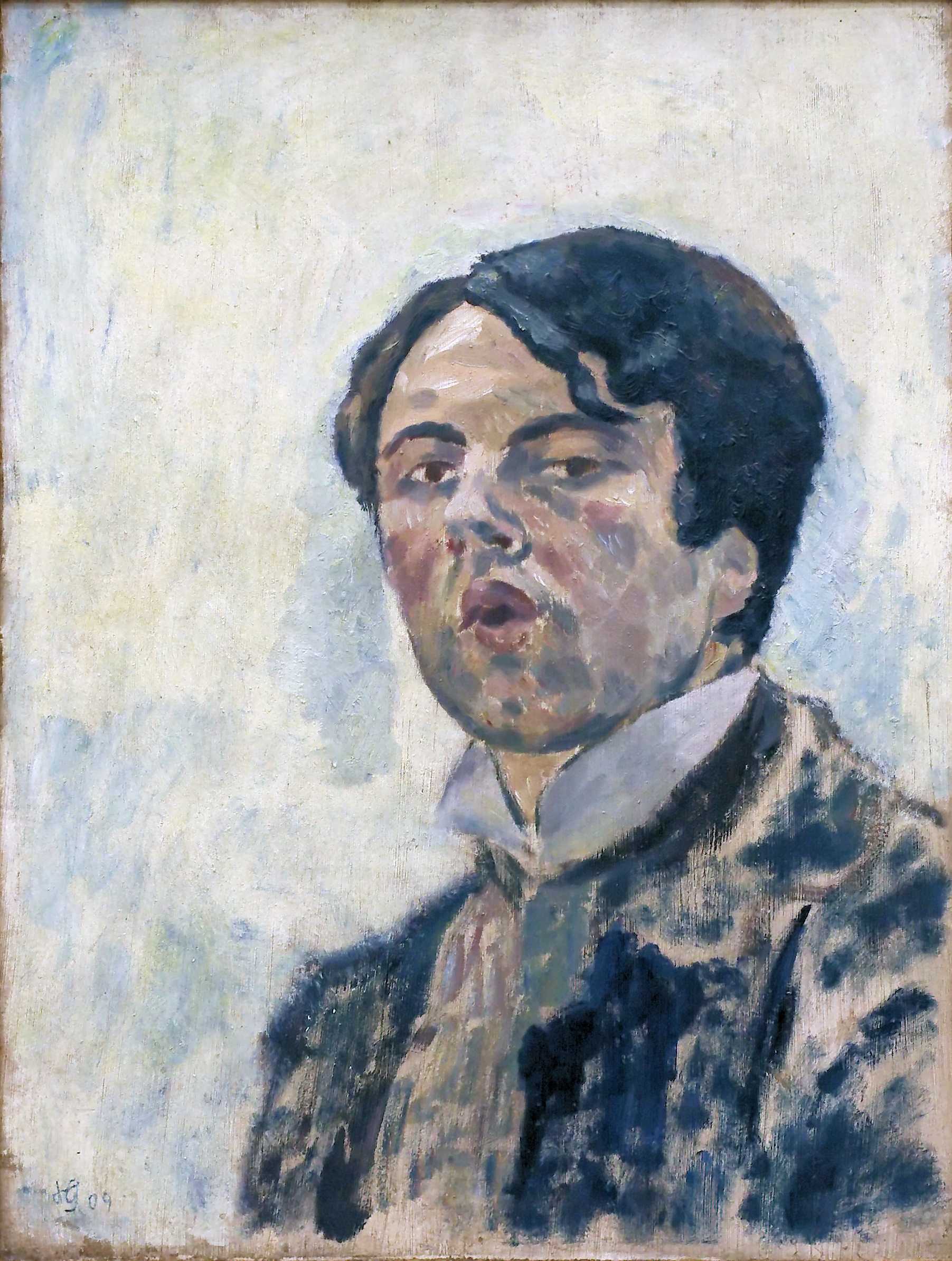
Autoportrait (1909)
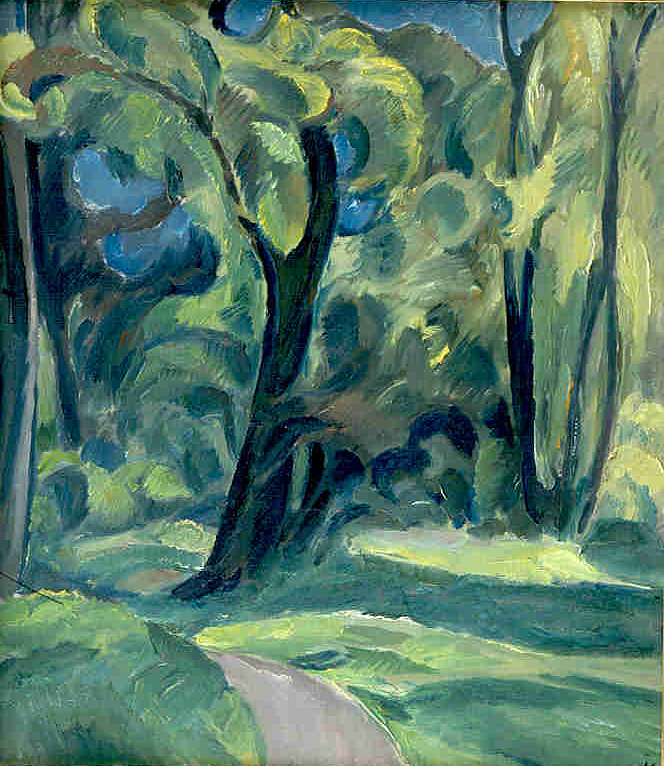
Forêt près de Sorø (1915)
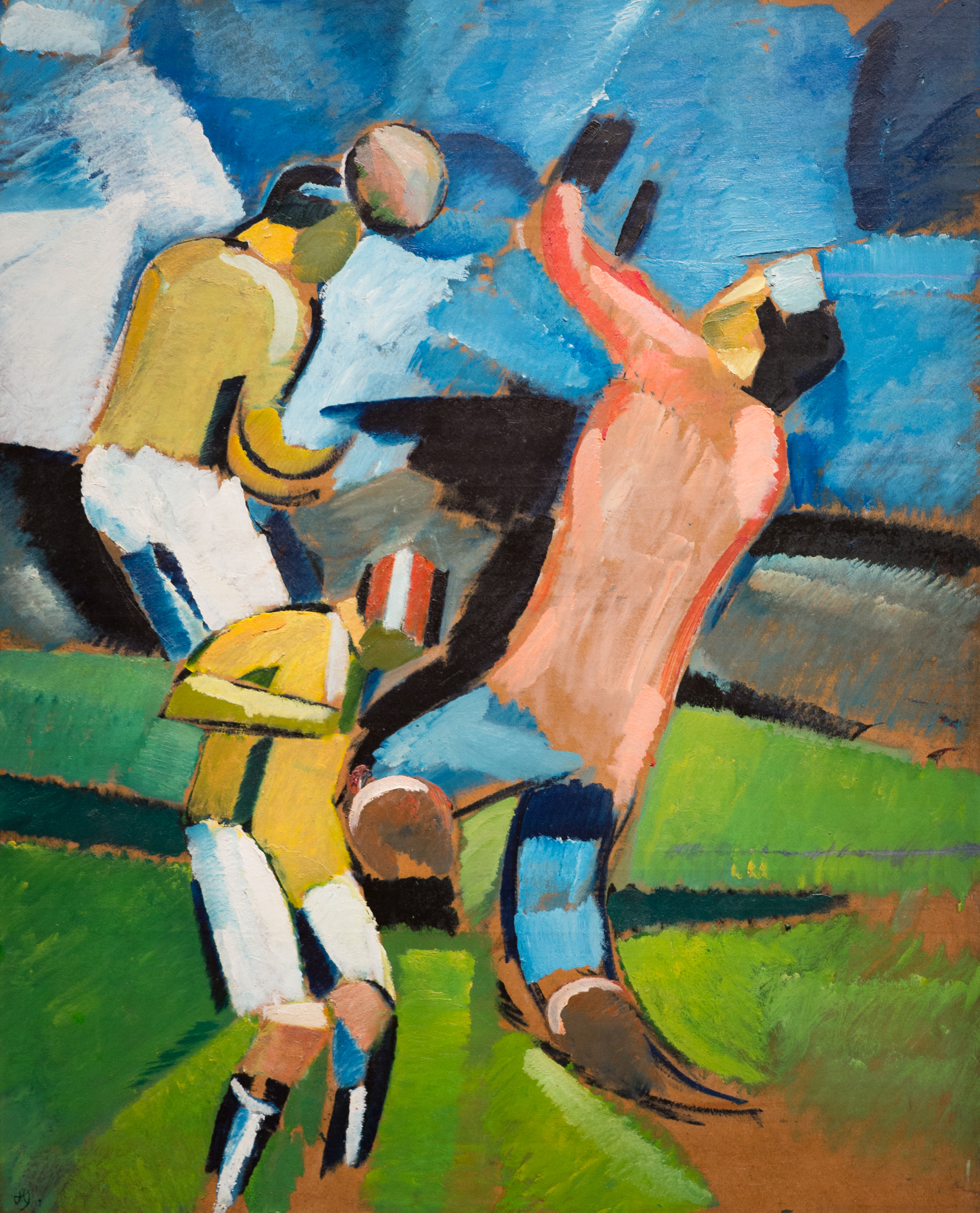
Joueurs de football (1917)
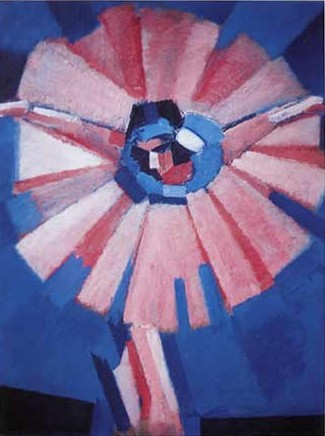
Ballet (1918)
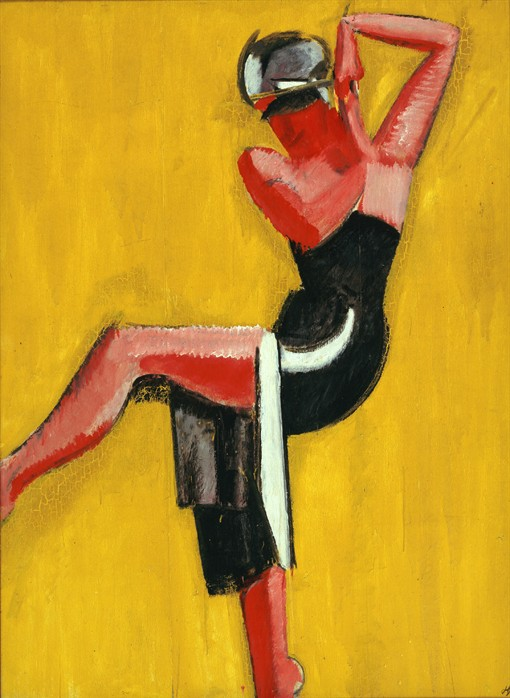
Danseuse sur fond jaune (1920)

## Source
- (en) Cet article est partiellement ou en totalité issu de l’article de Wikipédia en anglais intitulé « Harald Giersing » (voir la liste des auteurs).